# Владимир Цветкович
Владимир Цветкович (24 травня 1941) — югославський баскетболіст.
Срібний призер Олімпійських Ігор 1968 року, учасник 1964 року.
Срібний призер Чемпіонату світу 1963, 1967 років.
Срібний призер Чемпіонату Європи 1969 року.